# Cmentarz żydowski w Bytowie
Cmentarz żydowski w Bytowie – nieistniejący, założony w XVIII wieku kirkut znajdujący się w Bytowie przy ul. Hieronima Derdowskiego. Po dewastacji w czasie II wojny światowej nie pozostał po nim jakikolwiek ślad. W roku 2011 podczas remontu ul. Bernarda Wery odnaleziono piętnaście kawałków macew.